# 京三紗
京 三紗（きょう みさ、3月11日 - ）は、宝塚歌劇団専科に所属する女役。元雪組組長。
神奈川県横浜市、京浜女子大学高等部出身。身長155cm。愛称は「いっちゃん」。

## 来歴
1969年、宝塚音楽学校入学。
1971年、宝塚歌劇団に57期生として入団。入団時の成績は28番。花組公演「花は散る散る／ジョイ!」で京 三紗子（きょう みさこ）として初舞台。
1972年、花組に配属。
1974年に現在の芸名へと変更。
1976年に月組へと組替え。
1990年7月1日付で月組副組長に就任。
1991年12月27日付で雪組へ組替えとなり、雪組組長に就任。
1996年12月27日付で専科へ異動となる。
専科異動後は各組に特別出演を続け、優しく温かい母、厳しく強い母、哀しく耐える母など数々の母親役を演じ、物語に厚みを加えている。また口跡の良さで物語を進める役割を担うことも多い。

## 主な舞台

### 初舞台
- 1971年3 - 4月、花組『花は散る散る』『ジョイ!』（宝塚大劇場のみ）

### 花組時代
- 1972年9 - 10月、『炎の天草灘』 - 新人公演：麗蘭（本役：有花みゆ紀）『ポップ・ニュース』（宝塚大劇場）
- 1974年9 - 10月、『海と太陽とファド』『アン・ドウ・トロワ』（宝塚大劇場）
- 1975年5月、『春鶯囀』『ボン・バランス』（福岡スポーツセンター）
- 1975年7 - 11月、『ベルサイユのばら-アンドレとオスカル-』 - 新人公演：ランバール公爵夫人（本役：水穂葉子）
- 1976年2 - 3月、『あかねさす紫の花』 - 新人公演：斉明天皇（本役：恵さかえ）『ビューティフル・ピープル』（宝塚大劇場のみ）

### 月組時代
- 1976年8月、『ベルサイユのばらIII』（東京宝塚劇場のみ） - ナタリー
- 1976年11 - 12月、『紙すき恋歌』『バレンシアの熱い花』 - 新人公演：ローラ（本役：久美かおる）（宝塚大劇場のみ）
- 1977年3 - 7月、『風と共に去りぬ』 - 新人公演：スカーレットII（本役：北原千琴）
- 1977年9 - 1978年1月、『わが愛しのマリアンヌ』 - 新人公演：フィラマント夫人（本役：水代玉藻）『ボーイ・ミーツ・ガール』
- 1978年2月、『風と共に去りぬ』（中日劇場） - ファニー・エルシング
- 1978年3 - 5月、『祭りファンタジー』『マイ・ラッキー・チャンス』（宝塚大劇場のみ）
- 1978年6月、『風と共に去りぬ』（全国ツアー） - ファニー・エルシング
- 1978年8 - 9月、『隼別王子の叛乱』 - 淡路王女『ラブ・メッセージ』（宝塚大劇場）
- 1978年10 - 11月、『風と共に去りぬ』（全国ツアー） - ファニー・エルシング
- 1978年12月、『隼別王子の叛乱』 - 淡路王女『ラブ・メッセージ』（東京宝塚劇場）
- 1979年2 - 3月、『日本の恋詩』『カリブの太陽』（宝塚大劇場のみ）
- 1979年4 - 5月、『ロミオとジュリエット』（バウホール） - キャピュレット夫人
- 1979年6 - 8月、『春愁の記』『ラ・ベルたからづか』（宝塚大劇場）
- 1979年9月、『恋とかもめと六文銭』（バウホール） - 幸村の妻
- 1979年11月、『バレンシアの熱い花』 - 新人公演：セレスティーナ侯爵夫人（本役：三鷹恵子）『ラ・ベルたからづか』（東京宝塚劇場）
- 1980年1 - 4月、『アンジェリク』 - ベリエール侯爵夫人『仮面舞踏会』
- 1980年6 - 8月、『スリナガルの黒水仙』 - マードリー『クラシカル・メニュー』（宝塚大劇場）
- 1980年9月、『恋とかもめと六文銭』『ラ・ベルたからづか』（全国ツアー）
- 1980年11月、『スリナガルの黒水仙』 - マードリー『クラシカル・メニュー』（東京宝塚劇場）
- 1981年1 - 2月、『ジャンピング!』『新源氏物語』 - 王命婦（宝塚大劇場）
- 1981年2 - 3月、『ディーン』（バウホール） - ママ・アンジェリ
- 1981年4月、『ジャンピング!』『新源氏物語』 - 王命婦、役替わり公演：藤壺の女御（本役：上原まり）（東京宝塚劇場）[10]
- 1981年6 - 8月、『白鳥の道を越えて』 - バルバラ『ザ・ビッグ・アップル』（宝塚大劇場）
- 1981年8月、『恋とかもめと六文銭』『魅惑のプレリュード』（中日劇場）
- 1981年8月、『宝塚ゴールデン・ステージ』（中日劇場）
- 1981年10月、『白鳥の道を越えて』『ザ・ビッグ・アップル』（新宿コマ劇場）
- 1981年11 - 12月、『天明ふあんたじい』（バウホール） - 水船梶
- 1982年2 - 3月、『あしびきの山の雫に』 - 大后『ジョリー・シャポー』（宝塚大劇場）
- 1982年3 - 4月、『永遠物語』（バウホール） - 秋江
- 1982年5月、『白鳥の道を越えて』 - マルゲリータ『ザ・ビッグ・アップル』（全国ツアー）
- 1982年5月、『ディーン』（パルコ西武劇場） - ママ・アンジェリ
- 1982年7月、『あしびきの山の雫に』 - 大后『ジョリー・シャポー』（東京宝塚劇場）
- 1982年8月、『シブーレット』（バウホール）
- 1982年12月、第2回東南アジア公演『ザ・タカラヅカ』（マレーシア・シンガポール・タイ・ビルマ）
- 1983年2月、『永遠物語』（ゆうぽうと簡易保険ホール・福岡サンパレス・中日劇場）
- 1983年3 - 5月、『春の踊り』『ムーンライト・ロマンス』 - フランソワーズ（宝塚大劇場のみ）
- 1983年6月、『恋と十手と千両箱』（バウホール） - お民
- 1983年8月、『愛限りなく』『情熱のバルセロナ』 - メリッサ・アマンドロ伯爵夫人（東京宝塚劇場のみ）
- 1983年9 - 10月、『野菊の墓』（バウホール） - 政夫の母
- 1983年11 - 12月、『翔んでアラビアン・ナイト』『ハート・ジャック』（宝塚大劇場）
- 1984年1 - 2月、『夜霧のモンパルナス』（バウホール）
- 1984年3 - 4月、『翔んでアラビアン・ナイト』 - スザート『ハート・ジャック』（東京宝塚劇場）
- 1984年5 - 8月、『沈丁花の細道』 - 埴谷菊江『ザ・レビューII』
- 1984年11 - 12月、『ガイズ&ドールズ』（宝塚大劇場） - カートライト将軍
- 1985年1 - 2月、『愛…ただ愛』（バウホール） - ジュヌヴィエーブ
- 1985年3月、『ガイズ&ドールズ』（東京宝塚劇場） - カートライト将軍
- 1985年5 - 8月、『二都物語』 - ミス・プロス『ヒート・ウエーブ』
- 1985年11 - 1986年3月、『ときめきの花の伝説』 - メルリーニ侯爵夫人『ザ・スイング』
- 1986年5 - 8月、『百花扇』『哀愁』 - マーガレット・クローニン
- 1986年11 - 1987年3月、『パリ、それは悲しみのソナタ』 - ミッシェル『ラ・ノスタルジー』
- 1987年5 - 8月、『ME AND MY GIRL』 - レディ・バターズビー
- 1987年11 - 12月、『ME AND MY GIRL』（宝塚大劇場） - レディ・バターズビー
- 1988年1月、『リラの壁の囚人たち』（バウホール） - ラルダ
- 1988年2月、『ME AND MY GIRL』（中日劇場） - レディ・バターズビー
- 1988年3月、『ME AND MY GIRL』（東京宝塚劇場） - レディ・バターズビー
- 1988年5 - 6月、『南の哀愁』『ビバ!シバ!』（宝塚大劇場）
- 1988年7月、専科・月組『永遠物語』（バウホール） - 富島よね[2]
- 1988年8月、『南の哀愁』『ビバ!シバ!』（東京宝塚劇場）
- 1988年9月、『リラの壁の囚人たち』（ゆうぽうと簡易保険ホール・愛知文化講堂） - ラルダ
- 1988年11 - 12月、『恋と霧笛と銀時計』 - 花助『レインボー・シャワー』（宝塚大劇場）
- 1989年1月、『心中・恋の大和路』（バウホール） - おかね／おたつ
- 1989年3月、『恋と霧笛と銀時計』 - 花助『レインボー・シャワー』（東京宝塚劇場）
- 1989年5 - 8月、『新源氏物語』 - 弘徽殿の女御『ザ・ドリーマー』
- 1989年11 - 12月、『天使の微笑・悪魔の涙』 - エリザベート『レッド・ホット・ラブ』（宝塚大劇場のみ）
- 1990年2 - 3月、『大いなる遺産』 - モリィ『ザ・モダーン』（宝塚大劇場）
- 1990年4 - 5月、『天使の微笑・悪魔の涙』 - エリザベート『レッド・ホット・ラブ』（全国ツアー）
- 1990年6月、『大いなる遺産』 - モリィ『ザ・モダーン』（東京宝塚劇場）
- 1990年8 - 9月、『川霧の橋』 - お蝶『ル・ポアゾン 愛の媚薬』（宝塚大劇場）
- 1990年10 - 11月、『天使の微笑・悪魔の涙』 - エリザベート『レッド・ホット・ラブ』（全国ツアー）
- 1990年12月、『川霧の橋』 - お蝶『ル・ポアゾン 愛の媚薬』（東京宝塚劇場）
- 1991年3 - 5月、月組・花組・雪組・星組・専科『ベルサイユのばら-オスカル編-』（宝塚大劇場） - マロン・グラッセ
- 1991年5 - 6月、『紫陽の花しずく』（バウホール） - おいと
- 1991年7月、月組・雪組・星組・専科『ベルサイユのばら-オスカル編-』（東京宝塚劇場） - マロン・グラッセ
- 1991年9 - 10月、『銀の狼』 - ソフィー『ブレイク・ザ・ボーダー!』（宝塚大劇場のみ）

### 雪組時代
- 1992年2月、『華麗なるギャツビー』 - エリザベス・フェイ『ラバーズ・コンチェルト』（中日劇場）
- 1992年3 - 5月、『この恋は雲の涯まで』（宝塚大劇場） - 鳳蓮／オサヤ
- 1992年5 - 6月、『恋人たちの神話』（バウホール） - 赤星琴乃
- 1992年7月、『この恋は雲の涯まで』（東京宝塚劇場） - 鳳蓮／オサヤ
- 1992年8 - 9月、『ヴァレンチノ』（バウホール） - テックス・ギナン
- 1992年10 - 11月、『忠臣蔵』（宝塚大劇場） - 丹／四方庵宗徧
- 1993年1 - 2月、『ヴァレンチノ』（日本青年館・中日劇場） - テックス・ギナン
- 1993年3月、『忠臣蔵』（東京宝塚劇場） - 丹／四方庵宗徧
- 1993年5 - 8月、『天国と地獄』 - エレン『TAKE OFF』
- 1993年10 - 1994年3月、『ブルボンの封印』 - ペロネッタ『コート・ダジュール』
- 1994年5 - 8月、『風と共に去りぬ』 - メリーウェザー夫人
- 1994年9 - 10月、『風に吹かれて』（バウホール） - スーラ
- 1994年11 - 1995年3月、『雪之丞変化』 - おもよ『サジタリウス』
- 1995年5 - 8月、『JFK』 - ローズ『バロック千一夜』
- 1995年11 - 12月、『あかねさす紫の花』 - 斉明天皇『マ・ベル・エトワール』（宝塚大劇場のみ）
- 1996年2 - 3月、『エリザベート』（宝塚大劇場） - ルドヴィカ公爵夫人
- 1996年4 - 5月、『あかねさす紫の花』 - 斉明天皇『マ・ベル・エトワール』（全国ツアー）
- 1996年6月、『エリザベート』（東京宝塚劇場） - ルドヴィカ公爵夫人
- 1996年8 - 9月、『虹のナターシャ』 - 呉竹松子『La Jeunesse!』（宝塚大劇場）
- 1996年11月、『晴れた日に永遠が見える』（バウホール） - ミセス・ハッチ
- 1996年12月、『虹のナターシャ』 - 呉竹松子『La Jeunesse!』（東京宝塚劇場）

### 専科時代
- 1997年2月、雪組『虹のナターシャ』（中日劇場） - 呉竹松子
- 1997年3 - 5月、雪組『仮面のロマネスク』（宝塚大劇場） - ローズモンド夫人
- 1997年5 - 6月、雪組『晴れた日に永遠が見える』（日本青年館・愛知厚生年金会館） - ミセス・ハッチ
- 1997年7月、雪組『仮面のロマネスク』（東京宝塚劇場） - ローズモンド夫人
- 1997年9月、星組『夜明けの天使たち』（日本青年館） - オーガスタ
- 1998年1月、星組『夜明けの天使たち-悲しみの銃弾-』（バウホール） - オーガスタ
- 1998年6月、雪組『心中・恋の大和路』（バウホール） - お清
- 1998年7 - 8月、月組『永遠物語』（バウホール） - よね[2]
- 1998年10 - 11月、雪組『凍てついた明日』（バウホール・日本青年館） - カミー・バロウ
- 1998年11 - 12月、月組『永遠物語』（日本青年館） - よね[2]
- 1999年1 - 2月、雪組『心中・恋の大和路』（日本青年館） - お清
- 2000年3月、星組『聖者の横顔』（バウホール・日本青年館） - アンニーナ
- 2000年11 - 2001年3月、花組『ルートヴィヒII世』 - 皇太后マリア
- 2002年4月、専科・雪組・花組『風と共に去りぬ』（日生劇場） - エルシング夫人
- 2002年8月、花組『あかねさす紫の花』（博多座） - 斉明天皇[2]
- 2003年10 - 2004年2月、宙組『白昼の稲妻』 - クレール夫人[2]
- 2005年3 - 7月、花組『マラケシュ・紅の墓標』 - ラッラ
- 2006年1 - 2月、月組『あかねさす紫の花』（中日劇場） - 斉明天皇
- 2006年10月、月組『あかねさす紫の花』（全国ツアー） - 斉明天皇
- 2007年7月、花組『源氏物語 あさきゆめみしII』（梅田芸術劇場） - 六条の御息所
- 2008年5 - 6月、雪組『凍てついた明日』（バウホール） - カミー・バロウ
- 2008年8月、月組『ME AND MY GIRL』（博多座） - ディーン・マリア公爵夫人
- 2009年5月、花組『哀しみのコルドバ』（全国ツアー） - マリア
- 2009年7月、花組『ME AND MY GIRL』（梅田芸術劇場） - ディーン・マリア公爵夫人
- 2010年1 - 3月、星組『ハプスブルクの宝剣』 - マリア・カロリーナ・フクス伯爵夫人
- 2010年11 - 2011年1月、宙組『誰がために鐘は鳴る』 - ピラール
- 2011年10 - 11月、花組『小さな花がひらいた』（全国ツアー） - お久
- 2012年1 - 3月、花組『復活-恋が終わり、愛が残った-』 - イワノーヴァナ
- 2012年9月、星組『ジャン・ルイ・ファージョン-王妃の調香師-』（バウホール・日本青年館） - マダム・ド・トゥルゼル
- 2014年1 - 2月、宙組『ロバート・キャパ 魂の記録』（中日劇場） - ユリア・フリードマン
- 2015年10 - 12月、花組『新源氏物語』 - 弘徽殿の女御
- 2016年5月、宙組『ヴァンパイア・サクセション』（ドラマシティ・KAAT神奈川芸術劇場） - マーサ
- 2018年2 - 5月、月組『カンパニー-努力（レッスン）、情熱（パッション）、そして仲間たち（カンパニー）-』 - 敷島瑞穂
- 2018年11 - 12月、花組『蘭陵王（らんりょうおう）-美しすぎる武将-』（ドラマシティ・KAAT神奈川芸術劇場） - 語り部
- 2019年3 - 4月、雪組『20世紀号に乗って』（東急シアターオーブ） - レティシア・プリムローズ
- 2020年8 - 9月、宙組『FLYING SAPA-フライング サパ-』（梅田芸術劇場・日生劇場） - キュリー夫人
- 2021年3月、月組『幽霊刑事（デカ）〜サヨナラする、その前に〜』（バウホール） - 神崎比佐子
- 2021年8 - 9月、花組『銀ちゃんの恋』（KAAT神奈川芸術劇場・ドラマシティ） - ヤスの母
- 2021年10 - 11月、月組『川霧の橋』（博多座） - 扇寿恵[9]
- 2022年10 - 12月、雪組『蒼穹の昴』 - 白太太
- 2023年7 - 10月、花組『鴛鴦歌合戦（おしどりうたがっせん）』 - 蓮京院
- 2025年1 - 4月、宙組『宝塚110年の恋のうた』『Razzle Dazzle（ラズル ダズル）』[注釈 1]

## 出演イベント
- 1979年8月、『バウ・シャンソン・コンサート』
- 1980年5月、第17回『宝塚フェスティバル』
- 1980年10月、第19回宝塚ミラーボール『'80愛読者大会』
- 1980年11月、宝塚スターカーニバル'80『クレオパトラ大作戦』
- 1981年2月、第20回宝塚ミラーボール『'81宝塚レコード音楽祭』
- 1982年10月、第23回宝塚ミラーボール『'82愛読者大会』
- 1982年12月、『宝塚スター・カーニバル'82』
- 1985年10月、第27回『宝塚舞踊会』
- 1986年10月、第28回『宝塚舞踊会』
- 1987年10月、第29回『宝塚舞踊会』
- 1990年10月、第31回『宝塚舞踊会』
- 1991年10月、第32回『宝塚舞踊会』
- 1992年10月、第33回『宝塚舞踊会』
- 1992年11月、『宝塚 我が心のふるさと』
- 1993年10月、第34回『宝塚舞踊会』
- 1994年5月、TMPスペシャル『夢まつり宝塚'94』
- 1994年10月、第35回『宝塚舞踊会』
- 1995年10月、第36回『宝塚舞踊会』
- 1996年10月、第37回『宝塚舞踊会』
- 1997年10月、第38回『宝塚舞踊会』
- 1998年10月、第39回『宝塚舞踊会』
- 1999年10月、第40回公演記念『宝塚舞踊会』
- 2000年10月、第41回『宝塚舞踊会』
- 2001年10月、第42回『宝塚舞踊会』
- 2002年8月、『専科エンカレッジ・スペシャル』[11]
- 2002年10月、第43回『宝塚舞踊会』
- 2003年10月、第44回『宝塚舞踊会』
- 2004年10月、第45回『宝塚舞踊会』
- 2005年10月、第46回『宝塚舞踊会』
- 2007年1月、『清く正しく美しく』
- 2007年9月、『専科エンカレッジ・コンサート』[12]
- 2007年10月、第48回『宝塚舞踊会』
- 2008年10月、第49回『宝塚舞踊会』
- 2009年11月、第50回記念『宝塚舞踊会』
- 2011年11月、第51回『宝塚舞踊会』
- 2013年10月、第52回『宝塚舞踊会』
- 2014年4月、宝塚歌劇100周年 夢の祭典『時を奏でるスミレの花たち』
- 2015年9月、第53回『宝塚舞踊会』[13]
- 2016年12 - 2017年1月、『エリザベート TAKARAZUKA20周年 スペシャル・ガラ・コンサート』[注釈 2]
- 2017年10月、第54回『宝塚舞踊会』[14]
- 2019年10月、第55回『宝塚舞踊会〜祝舞御代煌（いわいまうみよのきらめき）〜』[15]

## 受賞歴
- 1980年、『宝塚歌劇団年度賞』 - 1979年度演技賞[16]
- 1981年、『宝塚歌劇団年度賞』 - 1980年度演技賞[17]
- 2019年、『阪急すみれ会パンジー賞』 - 助演賞[18]